# 카보베르데의 국가 원수 목록
카보베르데 대통령은 국가원수이며, 나라를 대표하는 인물이다. 임기는 5년이며, 1번의 연임이 가능하다.

## 카보베르데의 국가 원수 목록
| 재임 기간                                   | 이름                                   | 소속 정당 | 비고              |
| ------------------------------------------- | -------------------------------------- | --------- | ----------------- |
| 카보베르데 공화국 (República de Cabo Verde) |                                        |           |                   |
| 1975년 7월 8일 ~ 1991년 3월 22일            | 아리스티드스 페레이라, 대통령          | PAICV     |                   |
| 1991년 3월 22일 ~ 2001년 3월 22일           | 안토니우 마스카레냐스 몬테이루, 대통령 | MpD       |                   |
| 2001년 3월 22일 ~ 2011년 9월 9일            | 페드루 피레스, 대통령                  | PAICV     |                   |
| 2011년 9월 9일 ~ 2021년 11월 9일            | 조르즈 카를루스 폰세카, 대통령         | MpD       | 2016년 재선 성공. |
| 2021년 11월 9일 ~                           | 조제 마리아 네베스, 대통령             | PAICV     |                   |

## 같이 보기
- 카보베르데
  - 카보베르데의 정부 수반
  - 카보베르데의 식민지 수장 목록
  - 카보베르데의 정당 목록